# Дрейк, Фрэнсис
Сэр Фрэнсис Дрейк (англ. Francis Drake; около 1540, Тависток, Девон — 28 января 1596[…], Портобело, Испанская империя) — английский капитан, капер, военно-морской офицер и исследователь. Дрейк наиболее известен вторым, после Магеллана, кругосветным плаванием (1577—1580), совершённым в рамках одной из каперских экспедиций, когда он вторгся в Тихий океан, который был зоной исключительных интересов Испании, и сделал от имени Англии территориальную заявку на область под названием Новый Альбион (современный штат Калифорния). Его экспедиция положила начало регулярным конфликтам с испанцами на западном побережье Америки, которое дотоле было мало известно европейским мореплавателям.
После плавания в 1581 году королева Англии Елизавета I возвела Дрейка в рыцарское достоинство прямо на борту «Золотой лани» в Детфорде. В том же году он был назначен мэром Плимута. В качестве вице-адмирала Дрейк был заместителем командующего английским флотом в победоносной битве против Непобедимой армады в 1588 году. После неудачной атаки Сан-Хуана умер от дизентерии в январе 1596 года.
Дрейк был героем среди англичан, а для испанцев — пиратом по прозвищу «Эль Драке» (исп. El Draque). Король Испании Филипп II предположительно предложил награду в 20 000 дукатов за его поимку или голову (около 6 миллионов фунтов стерлингов или 8 миллионов долларов США в современной валюте). Некоторые называют Дрейка работорговцем, поскольку в молодости он служил под началом своего двоюродного брата Джона Хокинса, который возглавлял некоторые из самых ранних английских экспедиций за «живым товаром» Елизаветинской эпохи.

## Рождение и ранние годы
Фрэнсис Дрейк родился в Тавистоке, Девон, Англия. Точная дата его рождения документально не зафиксирована, но известно, что он родился, когда действовали Шесть статей. По одному источнику XVI века, «Дрейку было двадцать два года, когда он получил в командование корабль „Джудит“» (1566), что даёт 1544 год. Дату около 1540 года предполагают на основании двух портретов: одной миниатюры, написанной Николасом Хиллиардом в 1581 году, когда Дрейку якобы было 42 года, что соответствует 1539 году рождения, и другого, написанного в 1594 году, когда ему, как говорили, было 52 года, что даёт год рождения около 1541. Леди Фуллер-Элиотт-Дрейк, утверждала в своей книге «Семья и наследники сэра Фрэнсиса Дрейка», что Дрейк родился в 1541 году.
Френсис был старшим из двенадцати сыновей Эдмунда Дрейка (1518—1585), фермера, протестанта, и его жены Мэри Милуэй. Первого сына якобы назвали в честь его крестного отца Фрэнсиса Рассела, 2-го графа Бедфорда.
Из-за религиозных преследований во время Восстания книги Молитв в 1549 году семья Дрейков бежала из Девона в Кент. Там отец Дрейка получил назначение на должность священника флота Его величества. Он был рукоположён в дьяконы и стал наместником церкви в Упноре в Медуэе. Эдмунд Дрейк отдал старшего сына в ученики своему соседу, владельцу барка, занимавшемуся перевозкой товаров во Францию. Капитан корабля был настолько доволен учеником, что будучи холостым и бездетным, завещал барк Дрейку.

## Брак и семья
Фрэнсис Дрейк женился на Мэри Ньюман в Плимуте в июле 1569 года. Она умерла 12 лет спустя, в 1581 году. В 1585 году Дрейк женился на Элизабет Сиденхэм, родившейся около 1562 года, единственном ребёнке сэра Джорджа Сиденхэма из Комба Сиденхэма, который был Верховным шерифом Сомерсета. После смерти Дрейка Элизабет вышла замуж за сэра Уильяма Куртене из Паудерема.

## Морская карьера
В 1550-х годах Дрейк на хозяйском, а потом собственном барке, вероятно, занимался торговлей между Англией, Нидерландами и Францией. В возрасте восемнадцати лет он был казначеем корабля, который плыл в Бискайский залив.
В двадцать лет (около 1563—1564 гг.) он совершил плавание к побережью Гвинеи на корабле, принадлежащем Уильяму и Джону Хокинсам, его родственникам из Плимута.
В 1566—1567 годах Дрейк совершил свое первое плавание в Америку, под командованием капитана Джона Ловелла на одном из кораблей, принадлежащих семье Хокинсов. Они нападали на португальские города и корабли на побережье Западной Африки, а затем отправились в Америку и продали захваченные грузы и рабов испанским плантациям. Путешествие было в основном неудачным, более 90 рабов были освобождены без оплаты.
Второе путешествие Дрейка в Америку и его второе плавание за рабами закончилось злополучным инцидентом в Сан-Хуан-де-Улуа 1568 года. Во время переговоров о пополнении запасов и ремонте в испанском порту в Мексике флот был атакован испанскими военными кораблями, и все английские корабли, кроме двух, были потеряны. Дрейк сбежал вместе с Джоном Хокинсом, и говорят, что враждебность Дрейка к испанцам началась с этого инцидента, и Дрейк поклялся отомстить.
В 1570 году его репутация позволила ему отправиться в Вест-Индию с двумя судами под командованием. В следующем году он возобновил свой визит с разведывательной целью.

### Первая победа Дрейка
В 1572 году Дрейк начал своё первое крупное независимое предприятие: он спланировал нападение на Панамский перешеек, известный испанцам как Tierra Firme и англичанам как Испанский Мэйн. Серебро и золото из Перу (с западного побережья) отправляли по суше в Номбре де Диос — порт Карибского моря, откуда галеоны заберут сокровища в Испанию. Дрейк покинул Плимут 24 мая 1572 года с командой из 73 человек на двух небольших судах, «Паша» (70 тонн) и «Суон» («Лебедь», 25 тонн), чтобы захватить Номбре де Диос.
Первый набег Дрейка состоялся в конце июля 1572 года. Дрейк заключил союз с симарронами и захватил город и сокровища. Когда его люди заметили, что Дрейк истекает кровью от раны, они настояли на отступлении, чтобы спасти его жизнь, и оставили сокровища. Дрейк оставался в этом районе почти год, совершая набеги на испанские корабли и пытаясь захватить партию сокровищ.
Самым известным из приключений Дрейка на Испанском Мэйне был захват испанского серебряного конвоя в Номбре де Диос в марте 1573 года. Он совершил набег на воды вокруг Дарьена (сейчас Панама) с командой, в которую входило множество французских каперов, включая Гийома Ле Тестю, французского пирата, и африканских рабов (маронов), сбежавших от испанцев. Одним из этих людей был Диего, который при Дрейке стал свободным человеком, а также был способным кораблестроителем. Дрейк проследил за серебряным конвоем до ближайшего порта Номбре де Диос. После нападения на конвой Дрейк и его группа обнаружила, что захватили около 20 тонн серебра и золота. Они закопали большую часть сокровищ, так как их партия не могла нести их, и скрылись с целым состоянием золота. (Сообщение об этом могло послужить поводом для последующих историй о пиратах и захороненных сокровищах). Раненый Ле Тестю был схвачен и позже обезглавлен. Пираты несли столько золота и серебра, сколько могли, через 18 миль, покрытых джунглями и горами, к тому месту, где они оставили лодки. Когда они добрались до берега, лодок не было. Дрейку и его людям, подавленным, измученным и голодным, некуда было идти, а испанцы не отставали.
В этот момент Дрейк сплотил своих людей, закопал сокровище на берегу и построил плот, чтобы плыть с двумя добровольцами на десять миль вдоль поросшего прибой побережья к тому месту, где они оставили флагман. Когда Дрейк, наконец, достиг палубы, его люди были встревожены его потрёпанным видом. Опасаясь худшего, они спросили его, как прошёл рейд. Дрейк не удержался от шутки и поддразнил их, глядя на них удручённым. Затем он засмеялся, снял с шеи ожерелье из испанского золота и сказал: «Наше путешествие сделано, ребята!» К 9 августа 1573 года он вернулся в Плимут.
Во время этой экспедиции Дрейк забрался на высокое дерево в центральных горах Панамского перешейка и таким образом стал первым англичанином, увидевшим Тихий океан. Увидев его, он выразил надежду, что однажды англичанин сможет проплыть по нему — и в конце концов осуществил это в рамках своего кругосветного плавания.
Когда Дрейк вернулся в Плимут после набегов, правительство подписало временное перемирие с королём Испании Филиппом II и поэтому не смогло официально признать достижение Дрейка. Дрейк считался героем в Англии и пиратом в Испании за свои набеги.

## Резня на островеРатлин
Дрейк участвовал в резне на острове Ратлин в 1575 году в Ирландии. Действуя по указанию сэра Генри Сиднея и графа Эссекса, сэр Джон Норрейс и Дрейк осадили замок Ратлин. Несмотря на их капитуляцию, войска Норрейса убили всех 200 защитников и более 400 гражданских мужчин, женщин и детей клана Макдоннеллов. Тем временем Дрейку было поручено не допустить попадания на остров гэльских ирландских или шотландских подкреплений. Поэтому оставшийся лидер гэльской защиты Сорли Бой Макдонелл был вынужден остаться на материке. Эссекс написал в своём письме секретарю королевы Елизаветы, что после нападения Сорли Бой «скорее всего сошёл с ума от горя, терзаясь и терзая себя, говоря, что он потерял всё, что когда-либо имел».

## Кругосветное плавание (1577—1580)
После успешного рейда на Панамский перешеек в 1577 году английская королева Елизавета I послала Дрейка в экспедицию против испанцев вдоль тихоокеанского побережья Америки. Дрейк использовал планы, на которые сэр Ричард Гренвилл получил патент в 1574 году от Елизаветы, который был аннулирован годом позже после протестов Филиппа Испанского. Дрейк снова нанял Диего, который свободно владел испанским и английским языками и был переводчиком, когда испанцы или испаноговорящие португальцы попадали в плен. Он стал слугой Дрейка и получал плату, как и остальная часть команды. Дрейк вышел из Плимута 15 ноября 1577 года, но плохая погода угрожала флоту. Они были вынуждены укрыться в Фалмуте, Корнуолл, откуда вернулись в Плимут для ремонта.
После этой серьёзной неудачи 13 декабря Дрейк снова отправился в плавание на борту своего «Пеликана» с четырьмя другими кораблями и 164 членами команды. Вскоре он добавил шестой корабль, «Мэри» (ранее «Санта-Мария»), португальское торговое судно, которое было захвачено у берегов Африки недалеко от островов Зелёного Мыса, и капитана Нуну да Силву, человека со значительным опытом навигации в водах Южной Америки.
Флот Дрейка сильно истощился; он затопил и «Кристофера», и «Лебедь» из-за потерь при переходе через Атлантику. Дрейк высадился в мрачной бухте Пуэрто-Сан-Хулиан на территории современной Аргентины, где за полвека до того Магеллан зимовал и казнил нескольких мятежников. Дрейк хорошо знал описание путешествия Магеллана и намеренно шёл по его следам. Люди Дрейка видели обветренные и обесцвеченные скелеты на мрачных испанских виселицах. Следуя примеру Магеллана, Дрейк попытался казнить своего собственного «мятежника» Томаса Даути. Команда обнаружила, что у «Мэри» гниют бимсы, поэтому они сожгли корабль. Дрейк решил остаться на зиму в Сан-Хулиане, прежде чем предпринять попытку пройти через Магелланов пролив.

### Казнь Томаса Даути
Дрейк несколько раз ссорился со вторым командиром Томасом Даути, а 3 июня 1578 года обвинил его и его брата в колдовстве, мятеже и измене. Дрейк утверждал, что получил (никогда не представленное) разрешение от королевы судить, и отказал Даути в суде в Англии. Основными доказательствами против Даути были показания корабельного плотника Эдварда Брайта, который после суда был назначен капитаном корабля «Мэриголд», и признание Даути в том, что он рассказал лорду Бёрли, известному противнику ссор с испанцами, об истинной цели экспедиции. Дрейк позволил Даути причаститься и пообедал с ним, о чём корабельный капеллан Фрэнсис Флетчер рассказал следующее:
И после святого причастия они вместе обедали за одним столом, так же весело и спокойно, как и прежде, приветствуя друг друга и выпивая один за другого, как если бы совершали дружеское путешествие.
2 июля 1578 года Дрейк обезглавил Томаса Даути, предварительно продержав его и его брата несколько дней привязанными к мачте. Позже, в январе 1580 года, когда корабль Дрейка во время очередной экспедиции сел на рифы в Сулавеси (Целебесское море), капеллан Фрэнсис Флетчер в своей проповеди предположил, что неудачи текущего путешествия связаны с несправедливой казнью Т. Даути в прошлом, Дрейк приковал священника цепью к крышке люка и объявил его отлучённым от церкви.

### Выход в Тихий океан (1578)
Три оставшихся корабля его конвоя отправились в Магелланов пролив на южной оконечности Южной Америки. Несколько недель спустя (сентябрь 1578 года) Дрейк добрался до Тихого океана, но сильные штормы разрушили в проливе один из трёх кораблей, «Мэриголд» (капитана Джона Томаса). Второй, «Элизабет» под командованием Джона Винтера, вернулся в Англию, и «Пеликан» остался в одиночестве. После этого прохода «Пеликан» был оттеснён на юг и обнаружил остров, который Дрейк назвал остров Элизабет. Дрейк, как и предыдущие мореплаватели, вероятно, достиг широты 55° ю. ш. (согласно астрономическим данным, приведенным в «Основном мореплавании, путешествиях и открытиях английского народа» Хаклюйта 1589 года) вдоль чилийского побережья. В Магеллановом проливе Дрейк и его люди вступили в стычку с аборигенами, став первыми европейцами, убившими представителей коренных народов в южной Патагонии. Во время пребывания в проливе члены экипажа обнаружили, что настой из коры «Drimys winteri» можно использовать как средство от цинги. Капитан Винтер приказал собрать большое количество коры — отсюда и научное название.
Несмотря на популярные предания, маловероятно, что Дрейк достиг мыса Горн или названного его именем пролива, потому что его товарищи по плаванию отрицали, что видели открытое море. Историк Матео Мартиник, изучавший его путешествия, приписывает Дрейку открытие «южной оконечности Америки и океанического пространства к югу от неё». Первое сообщение об открытии им открытого канала к югу от Огненной Земли было написано после публикации 1618 года о путешествии Виллема Схаутена и Якоба Лемера вокруг мыса Горн в 1616 году.
Дрейк продвигался вперед на своём единственном флагмане, который теперь переименован в «Золотую лань» в честь герба сэра Кристофера Хаттона. «Золотая лань» плыла на север вдоль тихоокеанского побережья Южной Америки, нападая на испанские порты и грабя города. Некоторые испанские корабли были захвачены, и Дрейк использовал их более точные карты. Не дойдя до побережья Перу, Дрейк посетил остров Моча, где был серьёзно ранен враждебными мапуче. Позже он разграбил порт Вальпараисо дальше на север в Чили, где он также захватил корабль, полный чилийского вина.

### Захват испанских кораблей с сокровищами
Около Лимы Дрейк захватил испанский корабль с 25 000 песо перуанского золота стоимостью 37 000 дукатов испанских денег (около 7 миллионов фунтов стерлингов по современным меркам). Дрейк также обнаружил новости о другом корабле, «Nuestra Señora de la Concepción», который плыл на запад в сторону Манилы. Дрейк погнался за ним и в конце концов захватил корабль с сокровищами, что оказалось для него самым выгодным захватом.
На борту «Nuestra Señora de la Concepción» Дрейк нашёл 36 кг золота, золотое распятие, драгоценности, 13 сундуков и 26 тонн серебра. Дрейк, естественно, был доволен своей удачей в захвате галеона и продемонстрировал это, обедая с офицерами захваченного корабля и пассажирами-джентльменами. Вскоре он выгрузил своих пленников и вручил каждому из них подарки, соответствующие их званию, а также письмо охранной грамоты.

### Побережье Калифорнии: Новый Альбион (1579)
До путешествия Дрейка западное побережье Северной Америки было только частично исследовано в 1542 году Хуаном Родригесом Кабрильо, который отплыл в Испанию. Итак, намереваясь избежать дальнейшего конфликта с Испанией, Дрейк направился к северо-западу от испанского присутствия и искал уединённое место, где команда могла бы подготовиться к обратному пути в Англию.
5 июня 1579 года корабль ненадолго вышел на берег у того места, где сейчас находится Южная бухта, на мысе Араго, к югу от залива Кус, штат Орегон, а затем отплыл на юг в поисках подходящей гавани для ремонта своего корабля. 17 июня Дрейк и его команда обнаружили защищённую бухту, когда высадились на тихоокеанском побережье того, что сейчас является Северной Калифорнией. Находясь на берегу, он потребовал, чтоб местность назвали Нова Альбион или Новый Альбион. Чтобы задокументировать и подтвердить своё заявление, Дрейк разместил его на медной пластине с гравировкой, чтобы заявить о суверенитете Елизаветы и каждого последующего английского монарха. После возведения на берегу форта и палаток команда в течение нескольких недель трудилась, готовясь к предстоящему кругосветному плаванию, поворачивая свой корабль «Золотая лань», чтобы эффективно очистить и отремонтировать корпус. Дрейк имел дружеские отношения с прибрежными мивоками и исследовал окрестности пешком. Когда его корабль был готов к обратному плаванию, Дрейк и команда покинули Новый Альбион 23 июля и остановились на следующий день, бросив якорь у Фараллоновых островов, где команда поохотилась на морских котиков.

### Через Тихий океан и вокруг Африки
Дрейк покинул Тихоокеанское побережье, направляясь на юго-запад, чтобы поймать ветер, который пронесёт его корабль через Тихий океан, и через несколько месяцев достиг Молуккских островов. В это время Диего умер от ран, полученных ранее во время путешествия. Дрейк был опечален его смертью, став его хорошим другом. Позже «Золотая лань» застряла на рифе и почти потерялась. После этого моряки три дня ждали удобного прилива и сбросили груз. Подружившись с султаном Бабуллой Тернате на Молуккских островах, Дрейк и его люди начали плести интриги с португальцами. Корабль сделал несколько остановок на своём пути к оконечности Африки, в конце концов обогнул мыс Доброй Надежды и достиг Сьерра-Леоне 22 июля 1580 года.

### Возвращение в Плимут (1580)
26 сентября «Золотая лань» вошла в Плимут с Дрейком и 59 оставшимися членами экипажа на борту, а также с богатым грузом специй и захваченными испанскими сокровищами. Половина доли королевы в грузе превысила остальную часть доходов короны за весь тот год. Дрейк был провозглашен первым англичанином, совершившим кругосветное плавание (и вторым таким путешествием, прибывшим с по крайней мере одним неповреждённым кораблем, после Элькано в 1522 году).
Королева заявила, что все письменные отчеты о путешествиях Дрейка должны стать тайнами Королевства, и Дрейк и другие участники его путешествий под страхом смерти поклялись хранить в секрете; она намеревалась уберечь деятельность Дрейка от глаз соперницы Испании. Дрейк подарил королеве драгоценный жетон в честь кругосветного плавания. Взятый в качестве приза у тихоокеанского побережья Мексики, он был сделан из эмалированного золота и украшен африканским бриллиантом.
Со своей стороны, королева подарила Дрейку драгоценный камень со своим портретом, необычный подарок для простого человека, который Дрейк гордо носил на своем портрете 1591 года работы Маркуса Герардса, и который сейчас находится в Национальном морском музее, Гринвич. С одной стороны — государственный портрет Елизаветы, выполненный миниатюристом Николасом Хиллиардом, с другой — ряд ониксовых портретных бюстов, царственной женщины и африканского мужчины. «Драгоценный камень Дрейка», как он известен сегодня, является редким зарегистрированным сохранившимся среди драгоценных камней шестнадцатого века; он хранится в Музее Виктории и Альберта в Лондоне.

### Рыцарство и герб
Королева Елизавета наградила Дрейка рыцарским званием на борту «Золотой лани» в Дептфорде 4 апреля 1581 года; Посвящение исполнял французский дипломат, месье де Маршомон, который вёл переговоры о том, чтобы Елизавета вышла замуж за брата французского короля Франсуа, герцога Анжуйского. Привлекая французского дипломата к посвящению в рыцари, Елизавета заручилась скрытой политической поддержкой действий Дрейка французами. В викторианскую эпоху, в духе национализма, пропагандировалась история о том, что Елизавета I сама проводила посвящение в рыцари.
После получения рыцарского звания Дрейк в одностороннем порядке принял герб древней Девонской семьи Дрейков из Эша, недалеко от Масбери, от которых он утверждал далёкое, но неподтвержденное родство. В этом гербе были: «В серебряном поле червленая виверна с выставленными крыльями и закрученным хвостом, правая рука, держащая боевой топор, и серебряная перевязь». Глава этой семьи, также выдающийся моряк, сэр Бернард Дрейк (ум. 1586), гневно опроверг заявленное родство сэра Фрэнсиса и его право носить герб своей семьи. Этот спор привел к тому, что сэр Бернард «подарил сэру Фрэнсису шкатулку на ухо» при дворе, как записал Джон Принс (1643—1723) в его «Достоинствах Девона», впервые опубликованных в 1701 году.
Королева Елизавета, чтобы успокоить ситуацию, наградила сэра Фрэнсиса его собственным гербом:
Волнообразная перевязь между двумя серебряными Полярными звездами [Север и Юг]; корабль на глобусе, удерживаемый на тросе рукой из облаков; над ним девиз «Auxilio Divino»; внизу «Sic Parvis Magna»..
Девиз «Sic Parvis Magna» в буквальном переводе звучит так: «Так великое из малого (приходит)». Рука из облаков с надписью «Auxilio Divino» означает «С Божьей помощью». Полный герб изображён в виде большой цветной штукатурки над камином в галерее Lifetimes в аббатстве Бакленд.
- Герб сэра Фрэнсиса Дрейка: «волнообразная перевязь между двумя полярными звёздами — Севером и Югом».
- Герб Эша: «В серебряном поле червленая виверна, крылья выставлены, хвост закручен»[77]. Семья Дрейков из Краундейла и аббатства Бакленд использовала тот же герб, но хвост виверны не был закручен [81].
- Сэр Фрэнсис Дрейк с его новым геральдическим символом с девизом: «Sic Parvis Magna», что дословно переводится: «Так великое из малого (приходит)». Рука из облаков помечена «Auxilio Divino» или «С Божьей помощью»[80].

## Покупка Баклэнд-Эбби
В 1580 году Дрейк приобрел Баклэнд-Эбби, большую усадьбу недалеко от Йелвертона в Девоне, при посредничестве сэра Ричарда Грейнвила. Он прожил там пятнадцать лет, до своего последнего путешествия. Дом принадлежал его семье несколько поколений. Баклэнд-Эбби в настоящее время находится под опекой Национального фонда, здесь выставлен ряд памятных вещей жизни Дрейка.

## Политическая карьера
Дрейк был политически проницательным, и, хотя он был известен своими личными и военными начинаниями, он был влиятельной фигурой в политике во время пребывания в Британии. Часто за границей мало свидетельств того, что он был активным в Вестминстере, несмотря на то, что трижды был членом парламента.
Вернувшись из кругосветного плавания, Дрейк стал мэром Плимута в сентябре 1581 года. Он стал членом парламента во время сессии 4-го парламента Елизаветы I 16 января 1581 года по избирательному округу Кэмелфорд. Он не принимал активного участия в заседаниях, и 17 февраля 1581 года ему был предоставлен отпуск «для уверенности в его необходимых делах на службе Её Величества».
Дрейк снова стал членом парламента в 1584 году от Боссини при формировании 5-го Парламента Елизаветы I. Он служил в парламенте и принимал активное участие в вопросах, касающихся военно-морского флота, рыболовства, ранней американской колонизации и вопросов, связанных в основном с Девоном. Время, отведенное на следующие два парламентских срока, он провёл, выполняя другие обязанности и отправившись в Португалию.
Дрейк стал членом парламента от Плимута в 1593 году. Он был активен в вопросах, представляющих интерес для Плимута в целом, но также подчеркивал защиту от испанцев.

## Великая экспедиция в Америку
Война уже была объявлена Филиппом II, поэтому королева через Фрэнсиса Уолсингема приказала сэру Фрэнсису Дрейку возглавить экспедицию для нападения на испанские колонии в виде превентивного удара. Экспедиция покинула Плимут в сентябре 1585 года в составе 21 корабля под командованием Дрейка и 1800 солдат под командованием Кристофера Карлайла. Сначала он атаковал Виго в Испании и удерживал этот город в течение двух недель, разграбляя припасы. Затем он разграбил Сантьягу на островах Зелёного Мыса, после чего флот пересек Атлантику, разграбил порт Санто-Доминго и захватили город Картахена-де-Индиас в современной Колумбии. В Картахене Дрейк освободил сто турок, взятых в рабство. 6 июня 1586 года, во время обратного пути, он совершил набег на испанский форт Сан-Агустин в Испанской Флориде.
После рейдов он затем отправился на поиски поселения сэра Уолтера Роли намного дальше на север в Роанок. Дрейк забрал с собой всех первоначальных колонистов до прибытия сэра Ричарда Грейнвила. Наконец, он достиг Англии 22 июля. Дрейк прибыл в Портсмут, где его встретили как героя.

## Испанская армада
Возмущённый этими действиями, Филипп II приказал запланировать вторжение в Англию.

### Рейд на Кадис
15 марта 1587 года Дрейку было поручена новая экспедиция с несколькими целями: нарушить судоходные маршруты, чтобы замедлить поставки из Италии и Андалусии в Лиссабон, потревожить вражеские флоты, находившиеся в их собственных портах, и захватить испанские корабли с сокровищами. Дрейк также должен был атаковать Непобедимую армаду. Прибыв в Кадис 19 апреля, Дрейк обнаружил, что гавань забита кораблями и припасами, так как «Армада» готовилась и ждала попутного ветра, чтобы отплыть к берегам Англии. Рано утром следующего дня Дрейк атаковал внутреннюю гавань и нанёс серьёзный урон противнику. Оценки потерь разнятся. Дрейк утверждал, что он потопил 39 кораблей, но другие источники того времени, особенно испанские, предполагают, что потеряно было 25. Атака стала известна как «опаливание королевской бороды» и отсрочила испанское вторжение на год.
В течение следующего месяца Дрейк патрулировал Иберийское побережье между Лиссабоном и мысом Сан-Висенти, перехватывая и уничтожая корабли на испанских линиях снабжения. Дрейк подсчитал, что он захватил около 1600—1700 тонн бочечных клепок, чего достаточно, чтобы получить 4,800 м3 для хранения провизии.

### Поражение испанской армады
Дрейк был вице-адмиралом английского флота (под командованием лорда Говарда Эффингема), когда он одолел испанскую армаду, пытавшуюся вторгнуться в Англию в 1588 году. Английский флот преследовал Армаду до Ла-Манша в сгущающейся темноте, Дрейк отделился и захватил испанский галеон «Розарио» вместе с адмиралом Педро де Вальдесом и всей его командой. Было известно, что испанский корабль перевозил значительные средства для оплаты испанской армии в Нидерландах. Корабль Дрейка вёл погоню англичан за Армадой при помощи фонаря.
Ночью 29 июля вместе с Говардом Дрейк организовал брандеры, в результате чего большинство испанских капитанов сломали строй и вышли из Кале в открытое море. На следующий день Дрейк присутствовал на битве при Гравелине.
Находясь на борту «Ривенджа» 31 (21) июля 1588 года, Дрейк писал в Дувр адмиралу Генри Сеймуру, командовавшему эскадрой из 30 кораблей, о необходимости быть готовым встретить армаду, продолжающую двигаться на восток. Он сообщал о произошедшей перестрелке и о готовности испанцев «дорого продать свои жизни за удары по противнику».
Самый известный (но, вероятно, апокрифический) анекдот о Дрейке повествует о том, что перед битвой он играл в боулз на плимутском побережье. Получив предупреждение о приближении испанского флота, Дрейк, как говорят, заметил, что у него было достаточно времени, чтобы закончить игру и всё же победить испанцев, возможно, потому, что он ждал прилива. Нет никаких известных свидетельств очевидцев этого инцидента, и самый ранний его пересказ был напечатан 37 лет спустя. Неблагоприятные ветры и течения вызвали некоторую задержку в спуске английского флота по мере приближения испанцев, возможно, это вызвало популярный миф о бесцеремонном отношении Дрейка к испанской угрозе.
- Сэр Фрэнсис Дрейк, играя в боулз в Плимуте, узнал о приближении испанской армады. Бронзовая доска Джозефа Бома, 1883 год, основание статуи Дрейка, Тависток
- Изображение Испанской Армады работы Филиппа Якоба де Лютербурга.
- Дрейк принимает капитуляцию адмирала Педро де Вальдеса на испанском галеоне Nuestra Señora del Rosario

### Экспедиция Дрейка — Норриса, также известная как Английская армада
Высокие люди не любят его за то, что он так высоко поднялся из такой скромной семьи; остальные говорят, что он — главная причина войн.
В 1589 году, через год после разгрома Армады, англичане послали свою собственную, чтобы атаковать Испанию. Дрейку и сэру Джону Норрейсу были даны три задачи: найти и уничтожить оставшиеся корабли, поддержать повстанцев в Лиссабоне против короля Филиппа II (тогдашнего короля Испании и Португалии), и, если возможно, захватить Азорские острова. В осаде Ла-Коруньи Дрейк и Норрейс уничтожили несколько кораблей в гавани, но потеряли более 12 000 моряков и 20 кораблей. Это поражение на всех фронтах задержало Дрейка, и он был вынужден отказаться от охоты на оставшиеся уцелевшие корабли и отправиться в Лиссабон.
Однако он хотел компенсировать неудачу и, чтобы не возвращаться с пустыми руками и с подорванным моральным духом своих войск, он ненадолго остановился на галисийском побережье, безжалостно сравняв беззащитный город Виго с землёй. Его команда, жаждущая мести, обратила город в пепел. Даже эта оскорбительная демонстрация силы не оставила корсара невредимым, поскольку он потерял около пятисот человек на суше, не говоря уже о раненых. Усиливающееся сопротивление жителей и прибытие ополченцев из Португалии заставили корабли снова отступить.
После того, как в Англии было начато расследование, чтобы попытаться выяснить причины катастрофы, Дрейк, поведение которого подвергалось резкой критике со стороны его товарищей по оружию, был низведён до скромного поста командующего береговой обороной Плимута, лишённый возможности командовать войсками в любой военно-морской экспедиции на ближайшие шесть лет.

## Поражения и смерть
В 1595 году Дрейк не смог захватить порт Лас-Пальмас, а после катастрофической кампании против Испанской Америки, где он потерпел ряд поражений, безуспешно атаковал Сан-Хуан-де-Пуэрто-Рико, в конце концов проиграв битву при Сан-Хуане.
Испанские артиллеристы из Эль-Морро прострелили пушечным ядром флагман Дрейка, но он выжил. Дрейк попытался напасть на сушу, чтобы захватить богатый порт Панама-Вьехо, но снова потерпел поражение. Несколько недель спустя, 28 января 1596 года, он умер (в возрасте около 56 лет) от дизентерии, распространённой в то время болезни в тропиках, когда стоял на якоре у побережья Портобело, где некоторые испанские корабли с сокровищами искали убежища. После его смерти английский флот отступил.
Перед смертью Дрейк попросил облачить его в полную броню. Он был похоронен в море в гробу, облицованном свинцом, недалеко от Портобело, в нескольких милях от побережья. Предполагается, что его последнее пристанище находится возле обломков двух британских кораблей, «Elizabeth» и «Delight», затопленных в заливе Портобело. Водолазы продолжают поиски гроба.

## Образ в культуре

### Кино
- 1961-62 — Теренс Морган в телесериале «Сэр Френсис Дрейк»[англ.], Великобритания, 26 серий.
- 1971 — Леонид Марков в телеспектакле «Френсис Дрейк», СССР.

## Издания произведений о походах Дрейка
- 1626 — Drake (Sir Francis) Baronet. Sir Francis Drake revived … by this relation of … a third voyage … set forth by Sir F. D., Baronet (his nephew), etc. London. 1626. 4°.
- 1628 — The World encompassed by Sir F. D., being his next voyage to that to Nombre de Dios. London. 1628. 4°.
- 1854 — (Очередное издание) The World encompassed. By Francis Fletcher. Edited by Wm. Sandys Wright Vaux. Map. (Hakluyt Soc. Pub., No. 17.) London. 1854. 8°.

## Комментарии
1. ↑  Её муж — 2-й баронет Фуллер-Элиотт-Дрейк — был правнуком Энн Дрейк[18], дочери 4-го баронета Дрейка[19], который был праправнуком Томаса Дрейка, младшего брата сэра Фрэнсиса.